# Barreiros (automoción)
 Barreiros Diésel S.A. fue una industria española de producción principalmente de motores, camiones, tractores, autobuses y posteriormente automóviles, que también fabricó furgonetas, carretillas elevadoras y carrocerías para camiones. Fundada por el industrial español Eduardo Barreiros en 1954, estuvo activa desde 1954 hasta 1978.
En 1969 y debido a los malos resultados de la empresa, Eduardo Barreiros y sus hermanos abandonaron la sociedad, vendiendo sus acciones a Chrysler, pasando la empresa a denominarse Chrysler España S.A hasta su desaparición.

## Historia

### Hasta 1954: antecedentes
En 1925 el padre de Eduardo Barreiros inició su vinculación con el automóvil con la explotación de la línea de autobuses Orense-Luintra-Orense con la compra de un autobús Panhard-Levasor 10 HP. Tras la concesión de la línea Orense-Los Peares-Orense, en 1929 adquiere un viejo Renault. Eduardo Barreiros trabaja como revisor en la empresa familiar y empieza como aprendiz en ARCE, un taller mecánico.
En 1937 vendieron las líneas de autobuses, ya que, al comenzar la Guerra Civil los vehículos que hacían los servicios fueron requisados.
A partir de 1938 se adquirieron varios vehículos para cubrir la línea Orense-Parada de Sil-Orense. Debido a la escasez de parque móvil en 1939, los Barreiros crean un pequeño taller familiar donde se reconstruyen autobuses y fabrican gasógenos.
En 1945 Eduardo Barreiros vendió la línea de autobuses que su padre poseía en Orense y fundó BECOSA (Barreiros Empresa Constructora S.A.). El fin de la empresa era la contratación de obras públicas.
En 1949 comenzó en el taller familiar la transformación de motores de gasolina a diésel, para cubrir las necesidades de los propios vehículos utilizados en las contratas, todo esto se inició con la compra de dos camiones de origen alemán (Krupp) en una subasta del Ejército del Aire, a los que pronto siguieron algunas de las 2000 unidades de ZIS-5 "ЗиС-5" rusos, que circulaban por el país, tras la guerra civil.
Pronto aumentan las peticiones de conversión de motores de gasolina a diésel, sobre todo entre los transportistas (muchos de los cuales habían conseguido "3HC" excedentes del ejército). El taller se quedó pequeño y en 1951 se decidió trasladar la producción a Madrid. Barreiros alquiló unos talleres en el kilómetro 7 de la carretera Madrid - Andalucía, por 50.000 pesetas al mes y creó la empresa Galicia Industrial. Barreiros tenía la patente n.º 198.618, concedida con fecha 7 de julio de 1951, donde describía el proceso de transformación a diésel. Sus hermanos empezaron a trabajar con Eduardo y montaron el primer laboratorio de materiales.
En el periodo 1952-1953 se realizaron unas 700 transformaciones y se realizó el primer prototipo de motor con tecnología propia.

### 1954-1962: Barreiros Diésel S.A.

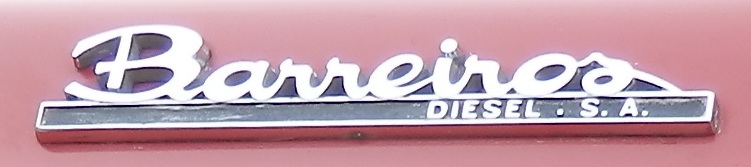
Logo de Barreiros Diésel S.A. colocado en un Dodge Barreiros GT de 1969.

La transformación de motores de gasolina en diésel, le dio una cierta solvencia económica, lo que le llevó a fundar en 1954 Barreiros Diésel S.A., con sede en Madrid y con un capital de 10.000.000 de pesetas. Barreiros Diésel se estableció inicialmente como fabricante de motores diésel, comenzó con el EB-2, motor de dos cilindros para tractores, del que se vendieron 480 unidades durante el primer año. Pero el éxito fue la fabricación del motor EB-6 basado en la evolución de motores Perkins. La producción se inició con tres unidades diarias (para la aplicación en camiones de 5 a 7 Tm).
El siguiente salto lógico era la fabricación de vehículos completos y para ello se compraron los primeros 20 000 m² de terreno en Villaverde (Madrid). Pero el régimen no le dio la licencia para ello, seguramente por presión del INI fabricante de los Pegaso a través de ENASA.
En 1955 se creó CABSA (Compañía Anónima de Bombas, Sociedad Anónima) para la fabricación de bombas de inyección y equipos eléctricos y se empezó a fabricar el motor EB-4 (4 cilindros) para turismos y taxis.
En 1956 se fundó MOSA (Motor Nacional S.A.), con un capital de 5.000.000 de pesetas, para la comercialización de los productos Barreiros, y construyó una fundición para la fabricación de bloques y culatas de motor.
En 1957 ganó un concurso para el suministro de 400 camiones al Ejército portugués. El prototipo (2 en realidad) de aquel camión, conocido hoy como "El Abuelo", fue realizado en buena medida con piezas de desguace. Para saltarse la prohibición de fabricación de camiones se convierte en ensamblador de la marca STAR polaca. Adquiría carrocerías en Polonia (que pagaba con motores en lugar de con dinero) a las que añadía un motor EB-6. Es constituida CEESA (Constructora Eléctrica Española S.A.) para la fabricación de dinamos, arranques y reguladores. Posteriormente produjo también grupos electrógenos, de soldadura y frenos eléctricos para camiones. La producción anual aumentó hasta 4500 motores y la plantilla sobrepasaba ya los 1700 empleados.

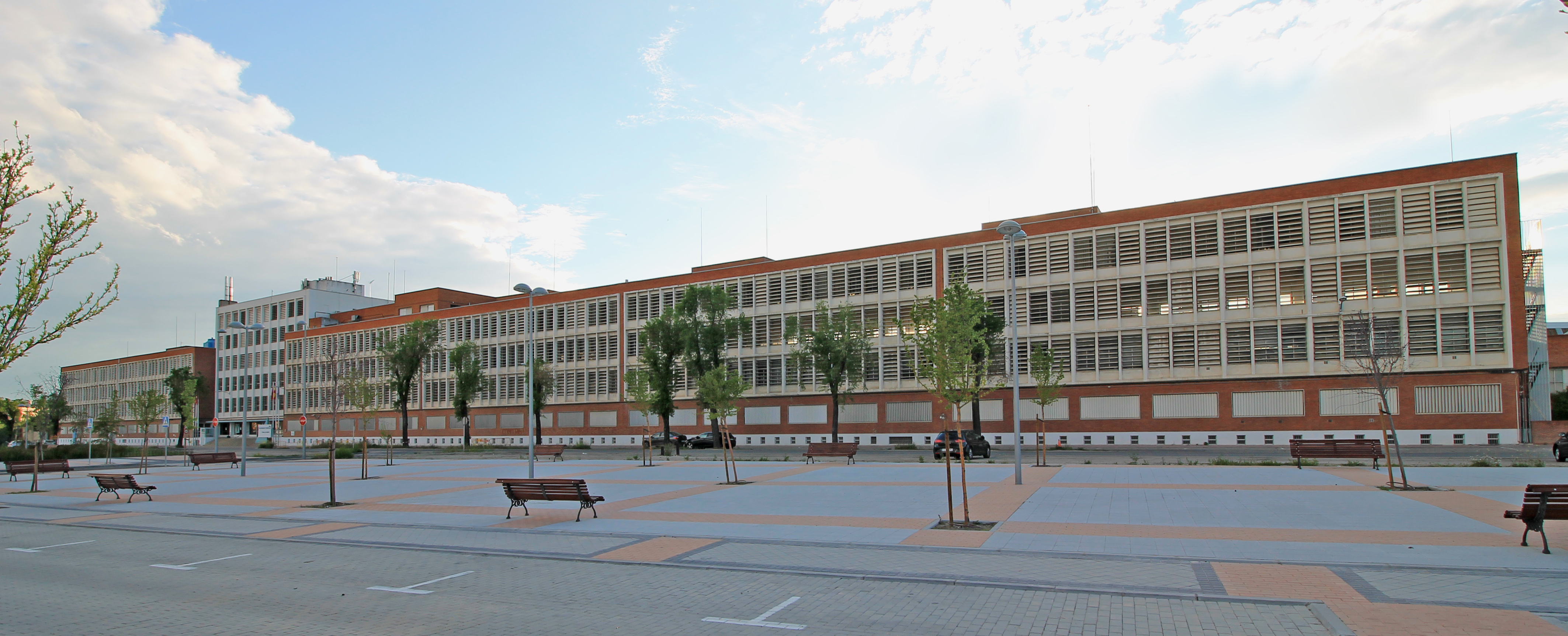
Antiguas oficinas centrales de Barreiros Diesel SA, junto a la fábrica de Villaverde (Madrid).

En 1958 consiguió el permiso del Ministerio de Industria para producir 1.000 camiones. El Puma TA-261, con motor A-26 y carrocería de Carrocerías Costa (inspirada en las Berliet francesas) apareció al año siguiente.
En 1959 se fundaron David Brown Engranajes (fabricación de caja de cambios y diferenciales), Hanomag-Barreiros (fabricación de tractores agrícolas bajo la licencia de la empresa alemana Hanomag, pero motorización Barreiros), y la Compañía Portuguesa de Motores y Camiones. Se generalizó la exportación de los productos Barreiros a África, América del Sur y Portugal.
En 1961, se le otorgó la Gran Cruz de la Orden del Mérito Civil (con distintivo blanco) y se asoció con la firma alemana Vidal & Sohn Tempo-Werk GmbH de Hamburgo para la fabricación en España de las furgonetas Tempo; para ello se constituyó la sociedad denominada Tempo Onieva, S.A. participada a partes iguales por Industrias Motorizadas Onieva, Barreiros Diesel S.A. y Rheinstahl Hanomag, propietaria de Tempo en aquellas fechas y socia de Barreiros en la fabricación de tractores.
Aparecieron el Azor y el Súper Azor.
En 1962 se firma un acuerdo con la empresa británica AEC Ltd. creándose Barreiros AEC, S.A. (75% Barreiros y 25% AEC) para la fabricación de autobuses y dumpers.
Al comenzar la década de los 60, la producción de camiones creció hasta alcanzar a la marca Pegaso, líder indiscutible hasta entonces en España. La financiación fue principalmente con recursos propios, pero también destacó la ayuda de Tomás de Bordegaray del Banco de Vizcaya, que llegó a tomar una participación en la sociedad. Como el precio de los camiones era muy elevado, no resultaba fácil cobrarlos al contado, por lo que el crecimiento de Barreiros Diésel se veía lastrado por la cantidad de letras todavía no cobradas. En 1962 Eduardo Barreiros hizo un llamamiento general a las autoridades políticas y a los principales bancos para que le ayudasen a movilizar la cartera de papel y así proseguir las inversiones necesarias, pero la respuesta fue totalmente insuficiente.

### 1963-1969: etapa Chrysler

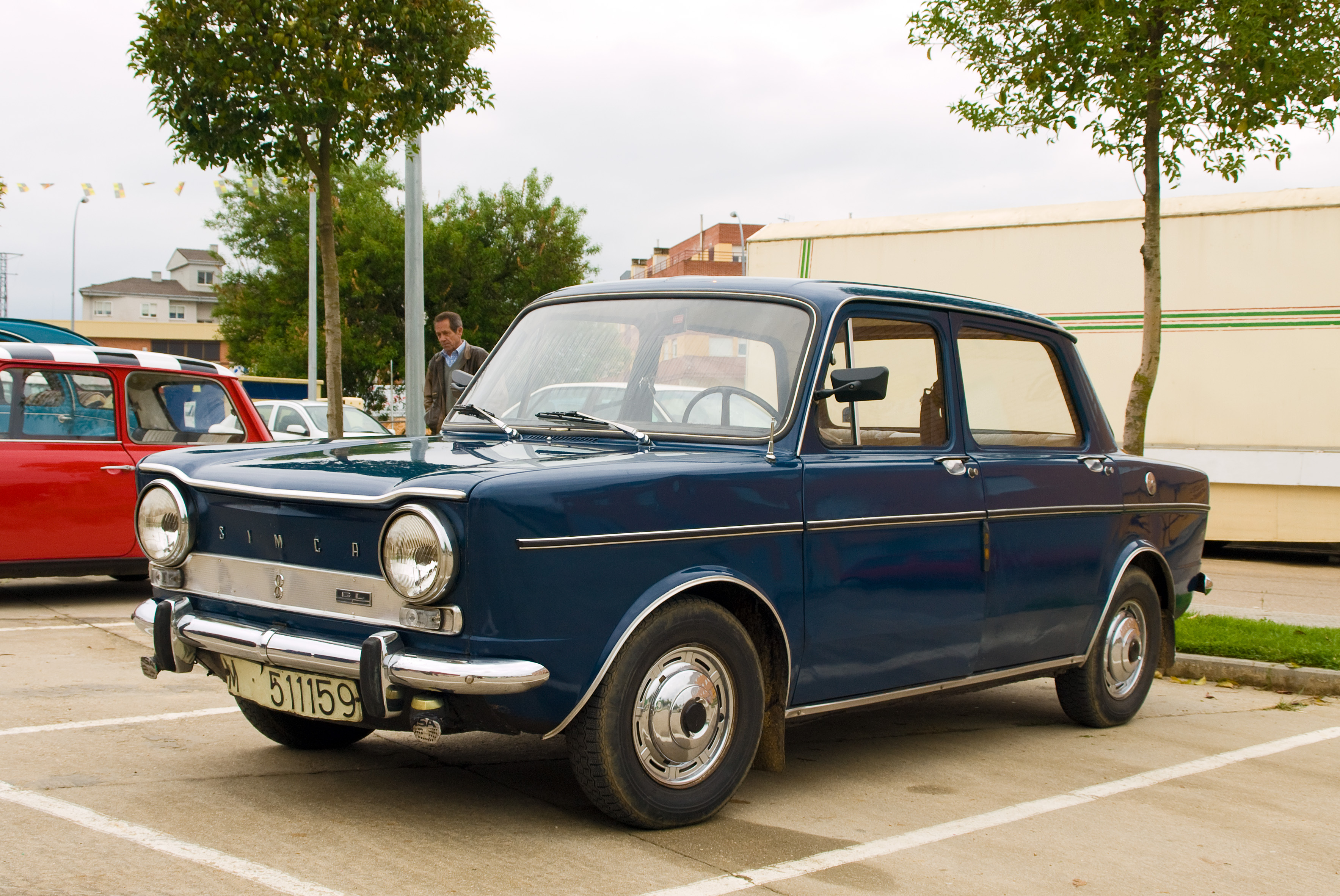
Simca 1000

Eduardo Barreiros empezó a pensar en la posibilidad de aliarse con un fabricante extranjero de automóviles que le diese cobertura financiera pero que, a la vez, le dejase continuar con su propia producción de vehículos industriales.
Tras algunos intentos con Jaguar, Rootes, Mercedes-Benz o General Motors, Barreiros terminaría contactando con Lynn Townsend, presidente de Chrysler, que estaba dispuesto a lanzarse fuera del mercado americano, siguiendo el camino antes abierto por Ford y General Motors. Townsend tenía sus propias ideas y pensaba que sería más eficaz plantear joint ventures con empresas locales que utilizar filiales propias. A pesar de que el acuerdo "escondía" una serie de "compras atadas" (adquisiciones forzadas de vehículos descatalogados) y compras de patentes, Eduardo Barreiros solo vio en el acuerdo la solución a sus urgentes necesidades financieras y la posibilidad de ampliar la oferta con turismos de clase media y alta.

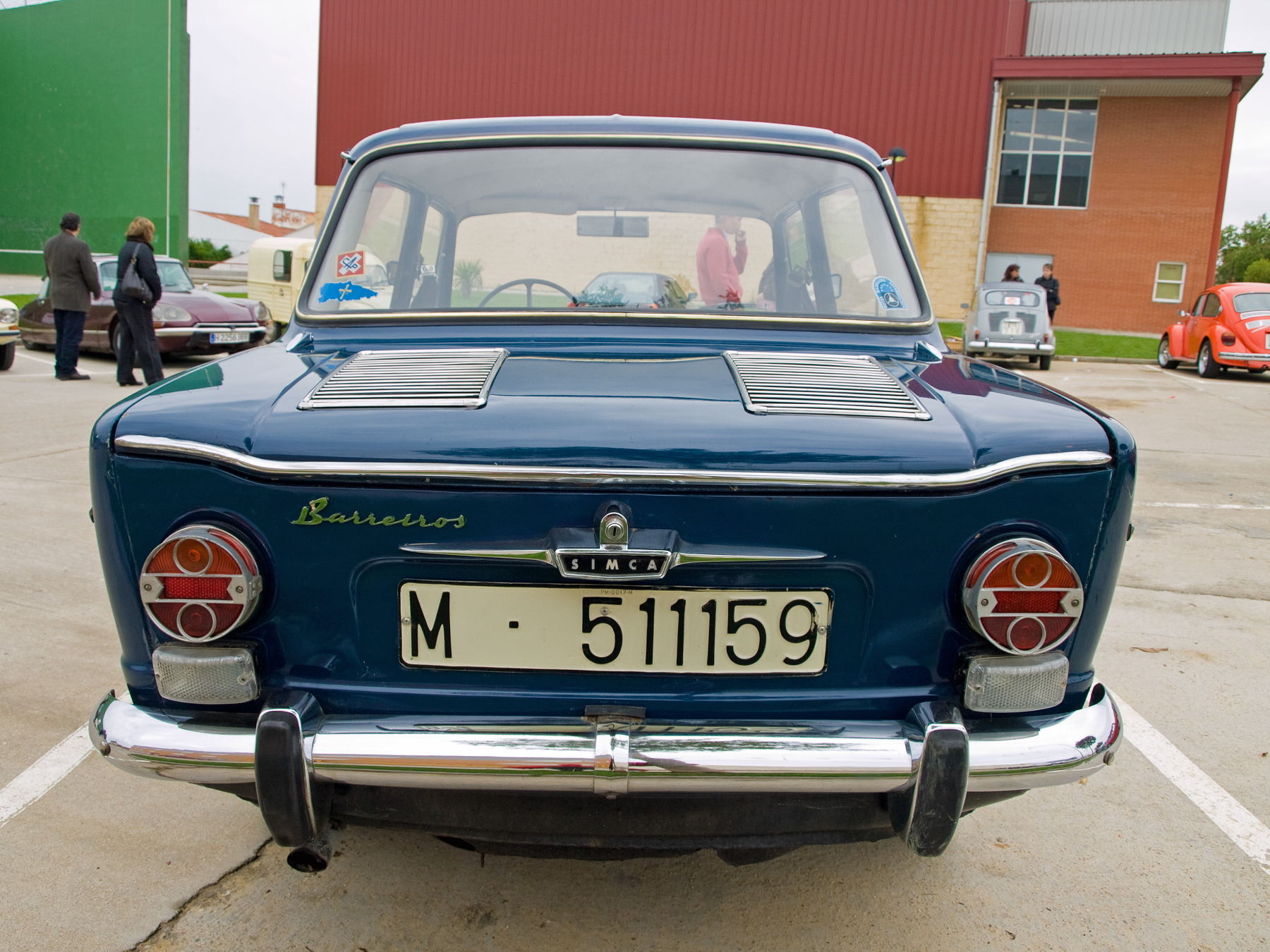
Vista posterior del Simca 1000

En 1963 se firmó el pacto y en junio de 1964 el 35% de Barreiros Diésel pasa a manos de los americanos a cambio de 18 millones de dólares (En su momento la mayor iversión de capital extranjero en Espeña hecha hasta la fecha), al poco tiempo aumenta otro 5% por 2 millones más. La inversión norteamericana inicial fue de tal magnitud (más de 1000 millones de pesetas) que, aunque se volcaron ingentes recursos en las divisiones Dodge y Simca, no parecía ponerse en peligro la fabricación de los vehículos industriales Barreiros. En los años siguientes la marca logró unas ventas desconocidas en la época, con una facturación superior a los 7000 millones de pesetas.
En 1965 saldrían a la calle los primeros Dodge acompañados al año siguiente por los más modestos Simca. Este es el periodo de máxima expansión de la empresa, y cuando Eduardo Barreiros tiene mayor reconocimiento tanto nacional como internacional, recibe la Medalla de Oro al Mérito en el Trabajo, el New York Times le dedica un reportaje (destacándole como uno de los seis empresarios no americanos más importantes del mundo) y en Business Week se le llamó "el rey Midas español". Se levantaron nuevas plantas para fabricar el Simca 1000 y el Dodge Dart, llegando a tener unas instalaciones con dos millones de metros cuadrados y una plantilla de 12 000 trabajadores. La cifra de trabajadores de todas las empresas y distribuidores del Grupo superó los 25 000. Se realizaron exportaciones a 27 países: Francia, Portugal, Egipto, Etiopía, Ghana, Libia, Marruecos, Nigeria, Bolivia, Chile, Colombia, Costa Rica, Ecuador, El Salvador, Guatemala, Honduras, Nicaragua, Panamá, Paraguay, Perú, Venezuela, Uruguay, Arabia Saudí, Filipinas, India, Pakistán y Turquía.

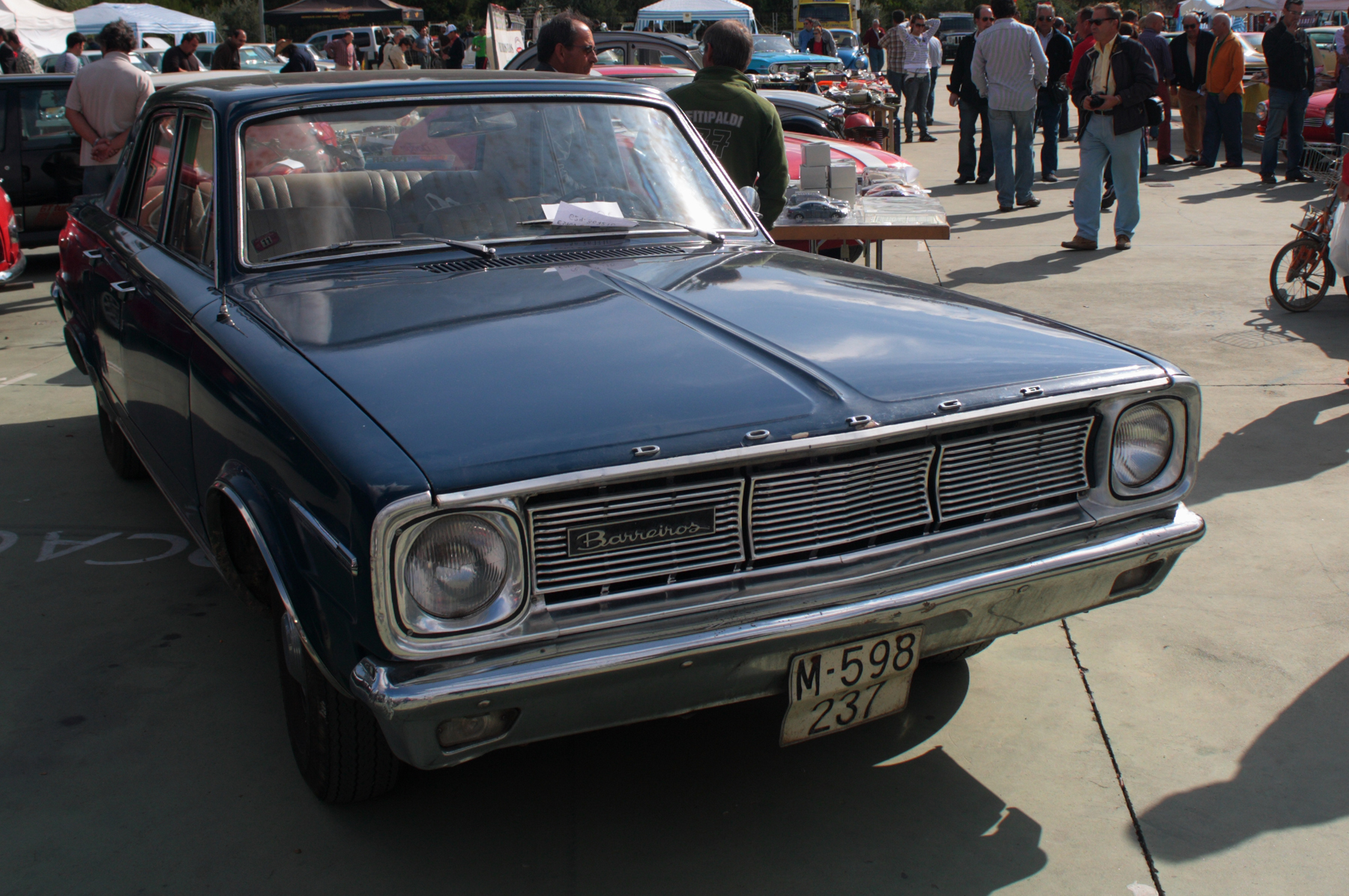
Dodge-Dart Barreiros de la primera generación

En 1966 se llegó incluso a plantear formalmente la posibilidad de comprar competidores como SAVA y ENASA, pero no se consiguió. Apareció la gama de camiones Saeta con tres longitudes de bastidor y una capacidad de carga útil que iba desde los 1800 kg del modelo 15 hasta los 7.525 kg del modelo 75, a las que se añadían otras cinco variantes intermedias. Se creó una cabina nueva denominada "Panoramic", tras un acuerdo con la marca francesa Berliet, el montaje de esta cabina de forma semi-artesanal salió bastante caro para Barreiros, que a finales de los sesenta presentó una cabina de diseño propio. Barreiros compró la empresa zaragozana Factorías Nápoles, S. A. (NAZAR), en cuyas instalaciones se agruparon la mayoría de los elementos destinados a la fabricación de máquinas de obras públicas, tractores y autobuses. Se funda una empresa financiera pionera en la venta a plazos de automóviles, con un capital de 100 millones de pesetas (60% Barreiros). Aparece Cipsa (Centro de Investigaciones Petrolíferas, S.A.), que realiza prospecciones de petróleo y trabajos de investigaciones geológicas. Se asocia con Cepsa y Mobil Oil, para prospecciones y extracción de petróleo en el mar, off-shore, en Guinea Ecuatorial.
En 1966 Barreiros Diesel compra la empresa de furgonetas "Tempo Ibérica S. A.".
Por debajo de la exitosa imagen que trascendía al público y los medios de comunicación, se libraba una batalla entre la familia Barreiros y el Grupo Chrysler, pues los criterios de organización y los objetivos últimos diferían cada vez más. Bastó que en 1967 las ventas cayeran fuertemente por debajo de las previsiones para que las necesidades financieras afloraran de nuevo con toda crudeza. De los dos socios, sólo el Grupo Chrysler podía hacer frente a esta situación, y Eduardo Barreiros tuvo que dejar que la participación de los norteamericanos aumentase del 40 al 77%, perdiendo el control de la empresa. A partir de entonces, la familia Barreiros vivió el infierno de ver cómo todo lo que habían creado con tanto esfuerzo se les iba de las manos. Chrysler redujo drásticamente las inversiones en vehículos industriales y buscó reforzar la penetración de sus turismos. Los americanos habían prometido a Barreiros poder utilizar toda la red mundial de Chrysler y Simca con la asistencia técnica precisa, pero esto nunca fue así. El bloqueo económico que estableció Estados Unidos a distintos países del América del Sur, principal mercado de exportación de Barreiros, obligó al empresario español al cese de esta actividad y de este modo, todo el esfuerzo del empresario pasó a ser aprovechado por Chrysler para adquirir un 97,53% del capital y Barreiros se convirtió en una filial de Chrysler Europe, y poco después la fábrica de Villaverde pasó a denominarse Chrysler España S.A., aunque se mantuvo el nombre comercial de Barreiros durante bastantes años en los productos industriales. En 1968 Eduardo Barreiros recibió el prestigioso Premio Internacional Dag Hammarskjöld al mérito industrial y continuó como Presidente de Honor de la Compañía hasta 1969. A partir de ese momento los hermanos Barreiros se separaron profesionalmente, iniciando cada uno de ellos una nueva etapa.

### Desde 1970: Barreiros sin Barreiros
En 1971, la calidad del trabajo de la división zaragozana (encargada sobre todo del carrozado de autobuses y autocares) llama la atención de la compañía carrocera belga Van Hool, convirtiéndose en el nuevo dueño de las instalaciones.

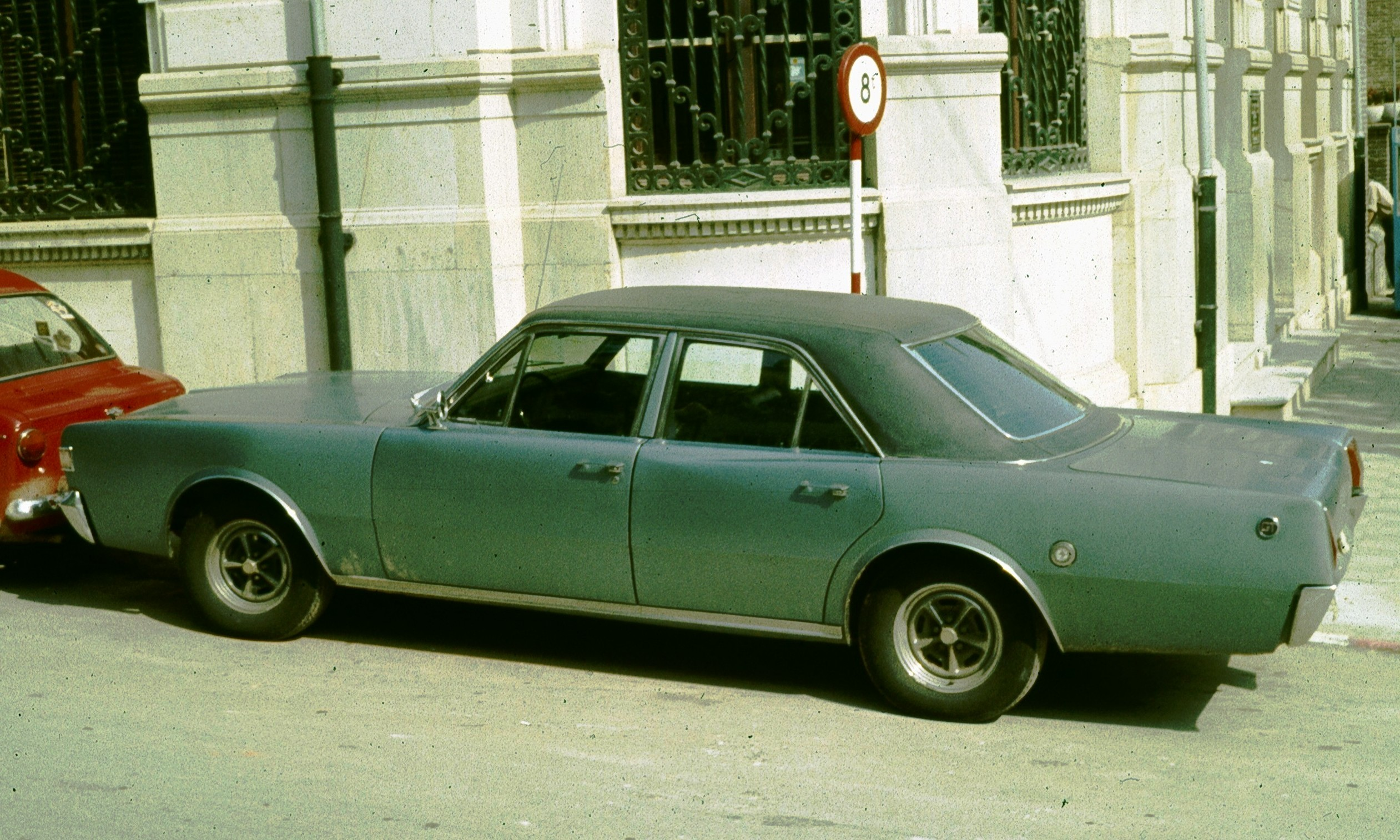
El Dodge Dart fue fabricado por Barreiros en virtud de un acuerdo de concesión de licencia celebrado con Chrysler en 1963. Esta versión de los años 1970 era conocida como el Dodge 3700 GT.

Durante la década de 1970 debido a la mala situación financiera de la matriz norteamericana, provocó la venta de sus filiales europeas al Grupo PSA. La venta se produjo por la simbólica cifra de 1 dólar en 1978. El acuerdo incluía el mantenimiento de la marca Chrysler hasta el final de 1979. Por esta época, la antigua fábrica de Barreiros tenía en competición un Barreiros C38, ya con logotipos de Dodge. Posteriormente todos los modelos Chrysler/Simca pasaron a ser Talbot (por ejemplo, el Chrysler 150 se renombró como Talbot 150). En Villaverde se siguieron fabricando los modelos Talbot lanzados bajo el mando de PSA, como el Talbot Solara o el Talbot Samba. Entre 1982 y 1983 sufre modificaciones parte de la fábrica y se fabrican los primeros vehículos Peugeot (Peugeot 205) y Citroën (Citroën LNA). Desde entonces se han fabricado multitud de modelos de estas marcas. Actualmente se siguen fabricando los Peugeot 207 (el 207 CC en exclusiva mundial).
En 1981, el grupo PSA y el Grupo Renault Vehículos Industriales (RVI) crean la Sociedad HISPAVINSA (Hispano Francesa de Vehículos Industriales, S.A.), a la cual ceden tanto la actividad como los medios del Centro dedicado a los vehículos industriales. En 1983 Renault Vehículos Industriales controla totalmente Hispavinsa. Por un corto periodo de tiempo los modelos de la antigua Barreiros Diésel se vendieron como modelos de Renault. Estos Dodge 300 (Renault 300) son los últimos vestigios de Barreiros.

## Los Dodge españoles

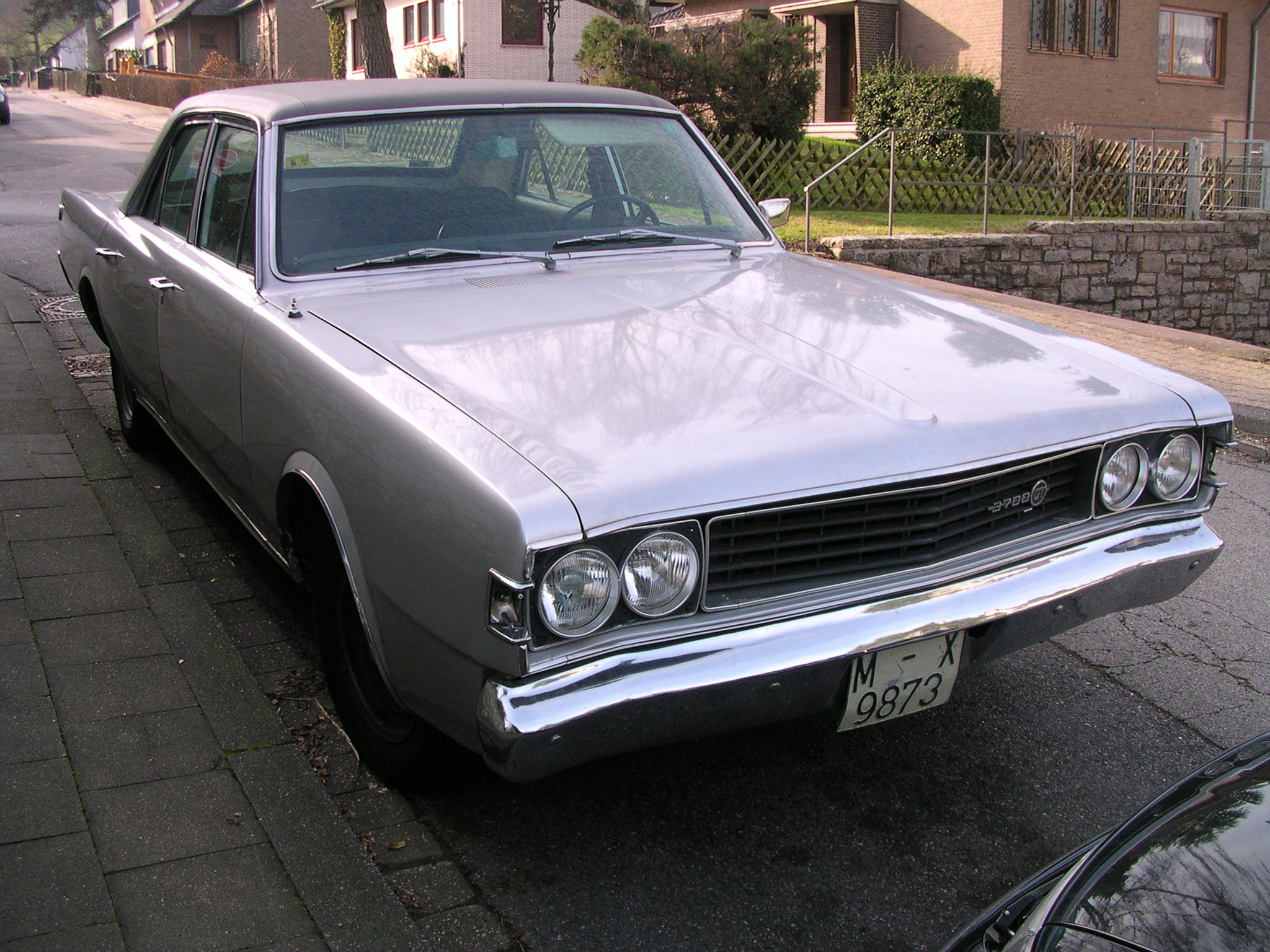
Vista frontal del Dodge 3700

Desde 1965 a 1970 la versión española del Dodge Dart fue construido en la fábrica Barreiros de Villaverde en Madrid. Utilizando la misma distancia entre ejes de 111 pulgadas (2.819 mm), pero con una nueva carrocería, el Dodge 3700 se produce a partir de 1971 y hasta 1977. Un total de 17.589 unidades entre ambos se fabricaron en España. El Dodge fue producido como un CKD debido a la normativa española de esos años.
El Dodge Dart tuvo 3 versiones: La de 1965 (con el acabado Normal y GL), la de 1966 (con el acabado Normal, GL, GLE, Diesel y SW), y la de 1969 (con el acabado Normal, GL, GLE, Diesel, SW y GT),.
El Dodge Dart y el Dodge 3700 fueron los coches más grandes de producción nacional disponibles en España durante sus años de producción; se trataba de un caro automóvil de lujo con muy pobre eficiencia de combustible según los estándares españoles.
La designación GL era para el modelo intermedio, la designación GLE era para el modelo "de lujo", y el GT era la versión «deportiva».
Todos los Dodges tuvieron el mayor motor de gasolina jamás montado en una producción masiva de coches en España hasta entonces, el Motor Chrysler Slant 6 225 in³ (3,7 litros). «3700» se refiere a los 3,7 litros de cilindrada.
Un Dart Diésel (llamado Barreiros Diésel) se fabricó pensando en los profesionales, como taxi, este modelo fue muy básico y muy lento con un motor Barreiros, modelo C-65, de un peso aproximadamente igual al de gasolina, y la potencia desarrollada por este motor, de 2 litros de cilindrada, es de 65 CV SAE. El motor gira a 4000 r. p. m. Al ser un modelo más austero utiliza las luces traseras que traía el Simca 1000 de la primera generación. Se fabricaron de este modelo 1381 unidades.
También hubo una versión SW (familiar), de las que se hicieron variantes como ambulancias, coches fúnebres, etc.
En 1969 Chrysler tenía el control total de la fábrica de Madrid, la cual dejaron los hermanos Barreiros debido a las malas ventas; un gran número de partes no utilizadas de los Dart se acumularon en la fábrica.
La producción de los Dodges españoles finalizó en 1977. Peugeot compró la fábrica de Villaverde, así como las operaciones europeas de Chrysler en España, Francia y el Reino Unido.
Los Dodges españoles fueron utilizados como vehículos oficiales de los políticos españoles desde 1965 a 1977.
El almirante Luis Carrero Blanco fue asesinado el 20 de diciembre de 1973 mientras viajaba en su Dodge 3700 GT. Actualmente este vehículo se encuentra en los almacenes del Museo del Ejército en Toledo.
A partir de 1977 muchos Dodge 3700 que servían como coches oficiales fueron vendidos, aunque quedaron unos pocos en servicio durante la Transición.

## Los Dodge españoles especiales
- Dodge Dart "Panorámico": En 1965 Eduardo Barreiros manda transformar dentro de la fábrica de Villaverde un Dodge Dart modelo 65 para trasladar a los personajes más ilustres que visitaran la fábrica, y entre estos personajes uno de ellos fue el general Franco. Este Dodge tenía la característica de contar con un techo transparente hecho de plástico a partir de un molde de su techo original. Esta transformación fue realizada sobre el chasis número 1000.
- Dodge Dart descapotable: En 1966 la empresa Ibero Italiana de Carrocerías le había encargado a Serra transformar un Dodge Dart modelo 66 en descapotable para proponer a Barreiros su fabricación. Este vehículo no pasó de la unidad, ya que al final el proyecto se desestimó.

En España se pueden encontrar más Dodge Dart descapotables de la época, pero estos fueron importados por Barreiros desde Estados Unidos.
- Dodge Specter (Spectro): Carrozado por Pedro Serra en 1968 sobre un Dodge Dart modelo 66.[11]
- Dodge Boulevard: Construido por Serra [1972-1973] sobre un bastidor tubular de sección cuadrada y la carrocería tipo coupé era de fibra de vidrio. Chrysler España suministraba el motor (3.700 cc de 165 cv), el cambio, subchasis delantero, transmisión, suspensiones y frenos. En su interior contaba con un habitáculo del tipo 2+2 confeccionado con instrumentación del Dodge 3700 GT con relojes Jaeger y Veglia Bressel. Solo se fabricaron 18 unidades (contando con el prototipo de 1972).

## Modelos de motores Barreiros
- EB1: transformación a diésel de los motores de seis cilindros que usaban los camiones ZIS-5 "3HC".
- EB2: 2 cilindros, usados en tractores (aproximadamente 480 unidades).
- EB3: 3 cilindros y usados en tractores.
- EB4: 4 cilindros, muy usado en taxis y vehículos ligeros.
- EB6: 6 cilindros y 90 CV, usado en los primeros vehículos pesados.
- EB55
- EB70
- EB100: 100 CV.
- EB110
- EB150: 150 CV.
- A16: 83 CV.
- A23: evolución del EB3
- A24: 62 CV.
- A26: 90CV, evolución del EB6.
- A60: 60 CV.
- A90: 90CV.
- A60M: 50 CV. Marino
- B24: 115 CV o 125 CV.
- B26: 170 CV.
- B36: 270 CV. Motor de gasolina
- BS36
- BH26: 185 CV.
- C14
- C60: 60 CV o 65 CV.
- D24: evolución del EB70
- D26: 135 CV. Evolución del EB110

## Modelos de motores Taino
(etapa cubana)

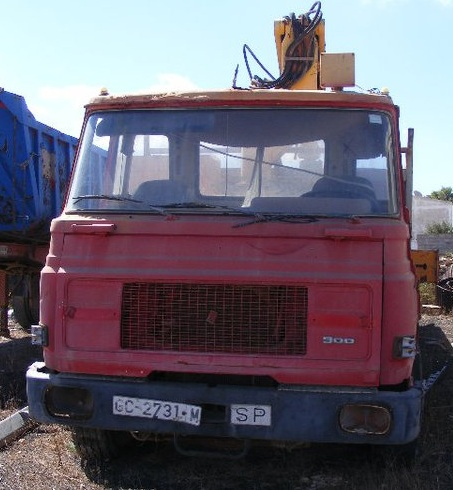
Barreiros 350 Turbo

- Taíno EB6: 6 cilindros en V, con 200 CV. Muchas versiones (agrícola, industrial, etc.)
- Taíno EB8: 8 cilindros en V. Hasta 320 CV en sus versiones turboalimentadas.
- Taíno EB10: 10 cilindros en V.
- Taíno EB12: 12 cilindros en V.
- Taíno L3: prototipo de motor 3 cilindros en línea.
- Taíno L4: 4 cilindros en línea y 80 CV. Para taxis y otros vehículos.
- Taíno L100: 100 CV. Versión turbo del L4.
- EB112: llamado "el póstumo", con 112 CV. Varios prototipos construidos (posiblemente 3).

## Modelos de camiones Barreiros (desde 1957 a 1965)

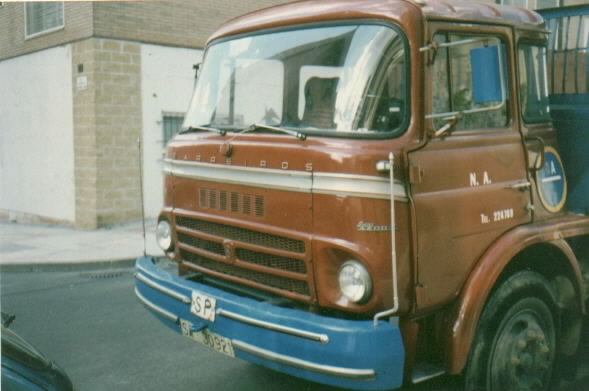
Barreiros Súper Azor

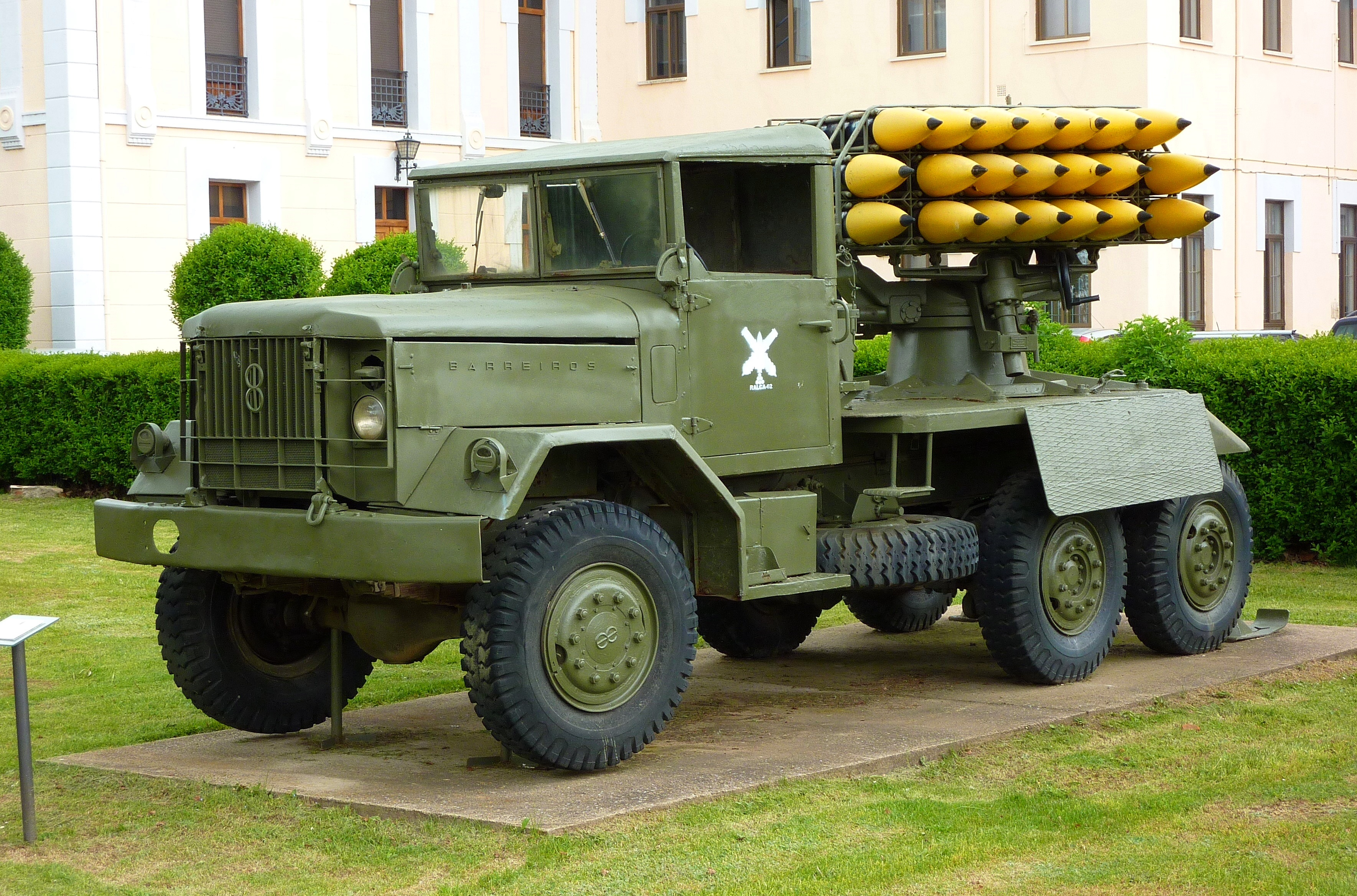
Lanzacohetes múltiple L-21/E-3 sobre Barreiros Panter III del Ejército de Tierra español.

- Barreiros TT90
- Barreiros Star
- Barreiros Puma
- Barreiros Panter
- Barreiros Cóndor
- Barreiros Halcón
- Barreiros Azor
- Barreiros Víctor
- Barreiros Saeta
- Barreiros Comando
- Barreiros Centauro
- Barreiros Super Saeta

## Modelos de tractores Barreiros (desde 1961 a 1980)

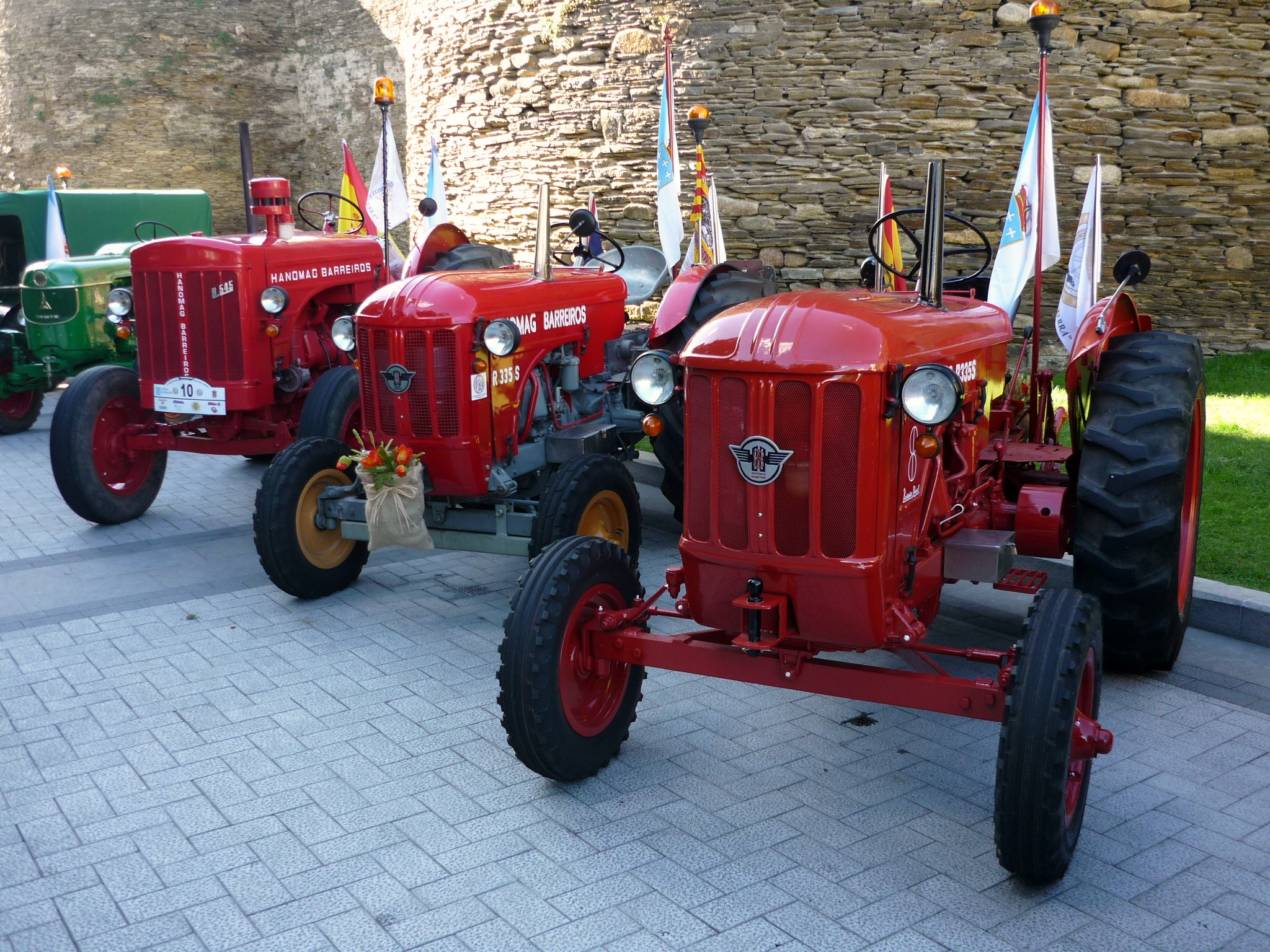
La empresa nace para la fabricación de motores de tractores, camiones y maquinaria industrial. En colaboración con la empresa alemana Hanomag diseña tractores.

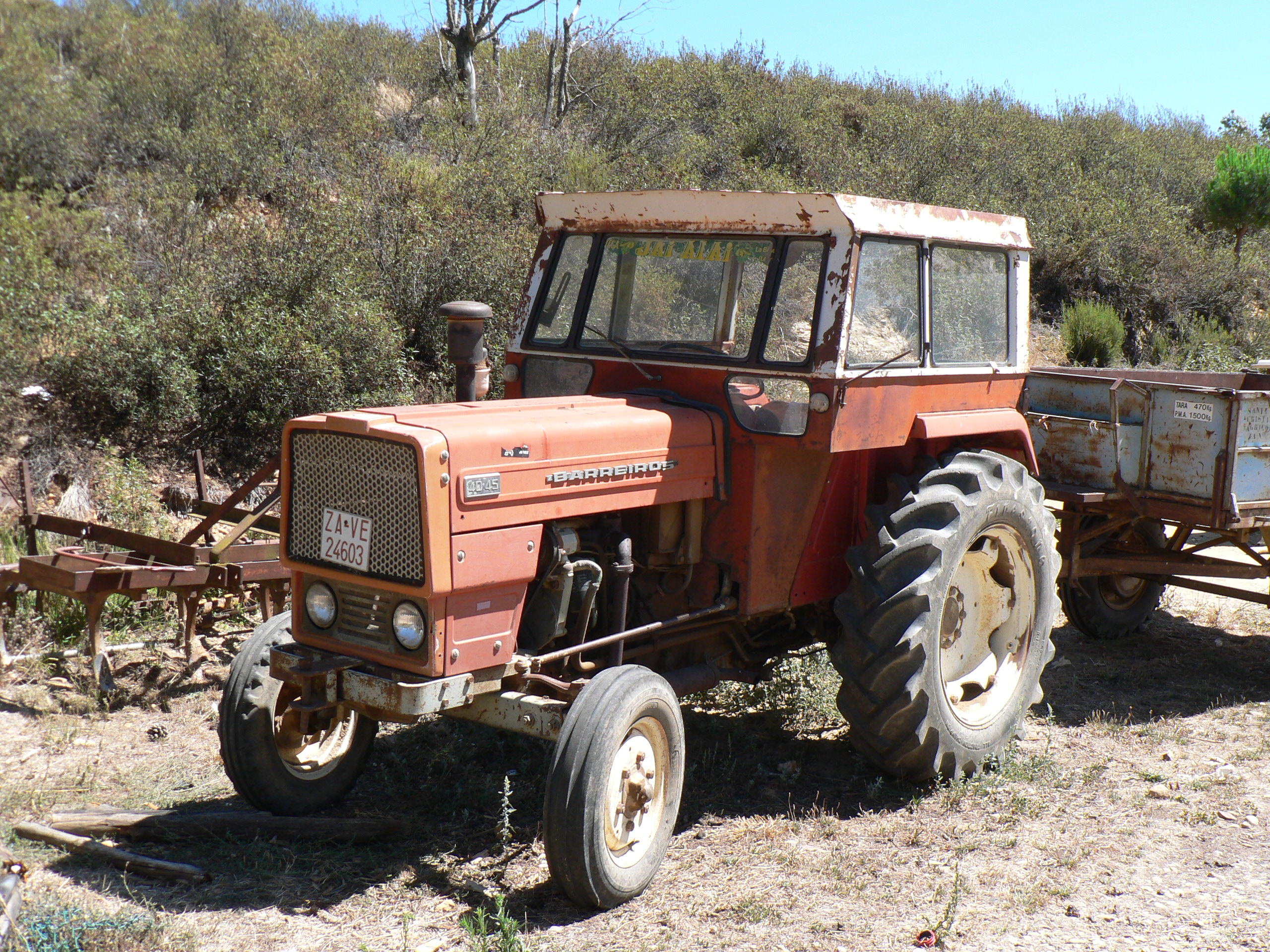
Barreiros 40/45 con la cabina opcional

- Barreiros R335S
- Barreiros R350
- Barreiros R350S
- Barreiros R438
- Barreiros R438 especial
- Barreiros R440
- Barreiros R500 "labramatic"
- Barreiros R545
- Barreiros R545 I
- Barreiros R545 IA
- Barreiros 4000
- Barreiros 4000VBarreiros 40/45 con la cabina opcional
- Barreiros 5000
- Barreiros 5000 VL/VR
- Barreiros 5500
- Barreiros 7000
- Barreiros 40/45
- Barreiros 50/55
- Barreiros 70/70
- Barreiros 90/90 (prototipo)

## Modelos de furgonetas Tempo fabricadas por Barreiros
- Tempo Onieva Versión transporte ligero con caja baja
- Tempo Onieva Versión transporte ligero con caja alta
- Tempo Onieva Versión frigorífico
- Tempo Onieva Versión combi

## Modelos de coches Simca fabricados por Barreiros
- Simca 1000
- Simca 1000 GL
- Simca 1000 GLE
- Simca 1000 automático
- Simca 1000 Especial automático
- Simca 1000 Comercial
- Simca 1000 GT
- Simca 1000 Gt Rallye
- Simca 1000 Especial
- Simca 900
- Simca 900 Especial
- Simca 1000 GLS
- Simca 1000 Rallye
- Simca 1000 LS
- Simca 1200 LS
- Simca 1200 GL
- Simca 1200 GL Special
- Simca 1200 GLS (90 octanos)
- Simca 1200 GL Special
- Simca 1200 LX-TI
- Simca 1200 L
- Simca 1200 Campero

## Modelos de coches Dodge fabricados por Barreiros
- Dodge Dart 270
- Dodge Dart GL
- Dodge Dart GLE
- Dodge Dart Diesel
- Dodge Dart GT
- Dodge 3700
- Dodge 3700 GT

## Modelos Peugeot fabricados en Villaverde
- Peugeot 205: Se fabricaron entre 1983 a 1999 1.188.811 unidades
- Peugeot 206 SW
- Peugeot 309
- Peugeot 306
- Peugeot 306 Break
- Peugeot 207
- Peugeot 207 CC: exclusiva mundial
- Peugeot 207 SW

## Modelos Citroën fabricados en Villaverde
- Citroën LNA
- Citroën Xsara
- Citroën Xsara Break
- Citroën C3
- Citroën C3 Pluriel
- Citroën C4 Cactus: exclusiva mundial
- Citroën C4 III & ë-C4

## En el presente
Actualmente la empresa Barreiros Diesel S.A. y Barreiros, así como el uso de los dos nombres para la fabricación de vehículos pertenecen a la empresa DORMA, S.A., propiedad de la familia Barreiros